# ムワビ野生動物保護区
ムワビ野生動物保護区（Mwabvi Wildlife Reserve）は、340km²の面積を有するマラウイ国内で最も小さく、また最もアクセスしづらい保護区である。近年、密猟によって野生動物や植物が荒らされる事件が後を絶たず、その対策が急務となっている。

## 概要
ムワビ野生動物保護区は、南部州に属するマラウイ国内で最南端のンサンジェ県にあり、モザンビークとの国境沿いに位置する。
保護区内には、サバナ、ダンボ（アフリカ内陸性の低湿地）、川辺などの地形のほか、モパネやコンブレタム属、ブラキステギア属の木々による林が存在し、多種多様な野生動物が生息している。また、ムワビ野生動物保護区はマラウイに残る唯一のクロサイの生息地であり、その他の野生動物としてクーズーやクロテン、インパラ、ニアラなど種々のレイヨウや、ヒョウやハイエナなども生息しているほか、園内のムワビ川で水浴びをするアフリカスイギュウなども見ることができる。さらに、観光客たるヒトの客足こそ低調であるものの、季節によってモザンビークとの間で移住を行うライオンも、この保護区の常連と言えよう。また、景色の見所としてはシーレ川とザンベジ川の絶景のほか、大地から露出した砂石群による月面のような景観などがある。
なお、ムワビ野生動物保護区を観光する手段には徒歩と高馬力の四輪駆動車があるが、保護区内には人員が配置されており、保護区員やチペンベレキャンプ経由で依頼することで、徒歩での散策案内をしてもらえる。これはen:Project African Wildernessの発案である。
非営利団体であるProject African Wildernessは、マラウイの地域社会やマラウイ人への生活支援を行う海外団体の働きかけの結果、ムワビ野生動物保護区の保護と復興を明確な目的として2004年に設立された。2007年2月には、ムワビ野生動物保護区の保全と開発業務を政府管轄の国立公園・野生生物局から引き継ぐため、マラウイ政府との調印を行っている。